# Phthiracarus cavernosus
Phthiracarus cavernosus är en kvalsterart som först beskrevs av Wallwork 1977.  Phthiracarus cavernosus ingår i släktet Phthiracarus och familjen Phthiracaridae. Inga underarter finns listade i Catalogue of Life.